# Amazilis amazilia
La amazilia costeña (Amazilis amazilia), también denominada amazilia de vientre castaño, colibrí de vientre rufo (en Perú), amazilia ventrirrufa (en Ecuador), amazilia vientre canela, picaflor común de Lima o picaflor costeña,[cita requerida] es una especie de ave apodiforme de la familia Trochilidae —los colibríes— la única perteneciente al género monotípico Amazilis, anteriormente incluida en el género Amazilia. Es nativa de regiones costeñas del Pacífico del noroeste de América del Sur.

## Distribución y hábitat
Se distribuye desde el noroeste de Ecuador, a lo largo de la vertiente occidental de los Andes, en la costa del Pacífico, hasta el suroeste de Perú.
Esta especie es considerada de común a poco común en sus hábitats naturales: los ambientes semiáridos a áridos abiertos, parcialmente costeros, con matorrales, bosques espinosos, estepas xerofíticas y zonas desérticas. Es más rara en zonas boscosas, principalmente en la zona tropical a lo largo de la costa del Pacífico. Desde el nivel del mar hasta los 2700 m de altitud (en Cajamarca), Perú, probablemente hasta los 2900 m en Azuay, Ecuador, pero más común por encima de los 1500 m en este país.

## Características
Es el picaflor o colibrí común en Lima. Se le reconoce por su vuelo zigzageante de flor en flor o un vuelo rápido y recto. Mide menos de 10 cm de longitud, es color rufo encendido, con cabeza verde, pecho blanco. Tiene el pico recto y largo de color rojo en la base y punta negra. Esta ave puede ser observada y fotografiada en Ecuador en el Jardín Botánico de Guayaquil.
Es un ave muy territorial y competitiva. Se alimenta del néctar de las flores, las que a su vez poliniza.

## Sistemática

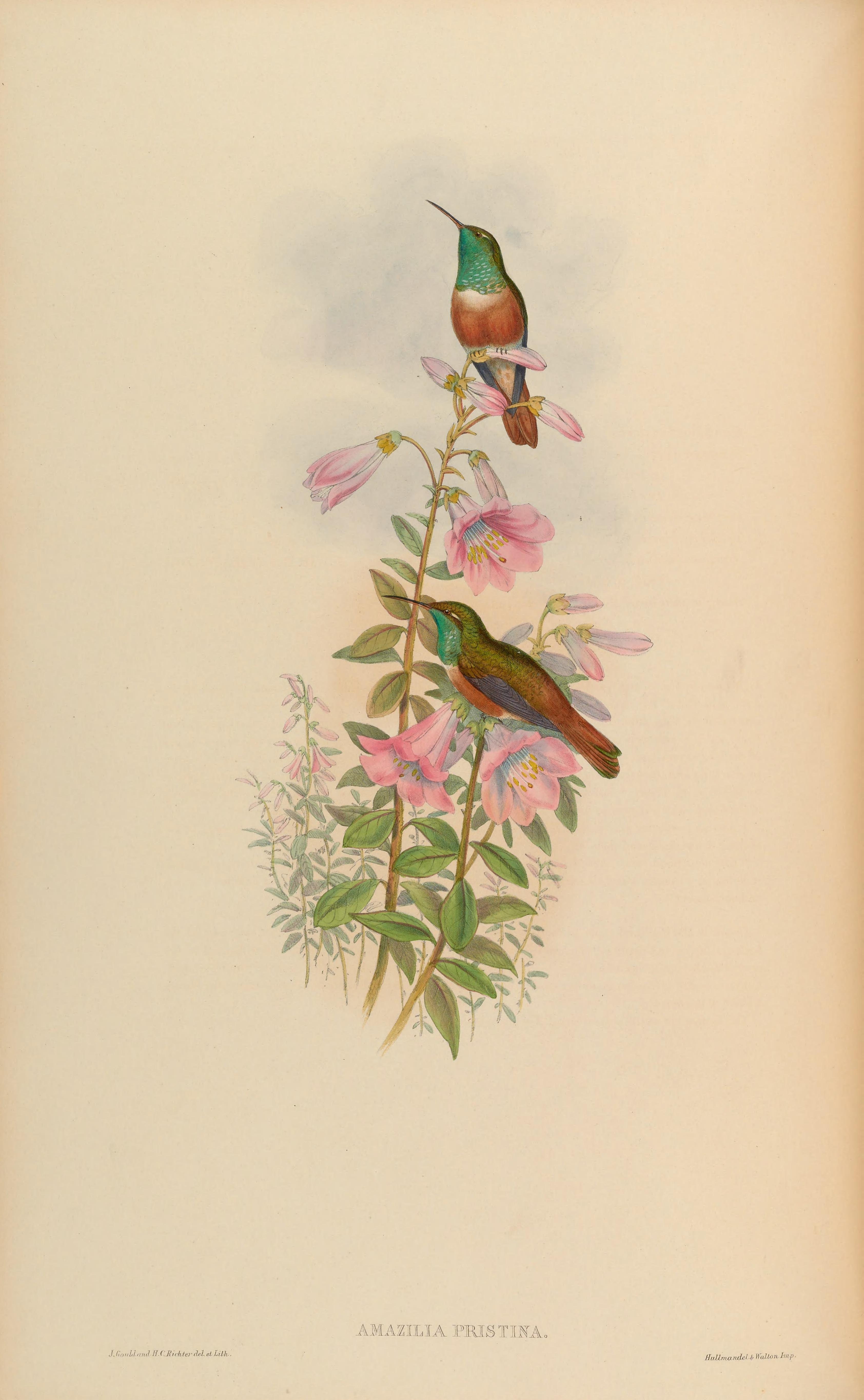
Amazilia pristina, sinónimo de Amazilis amazilia, ilustración de Gould y Richter en A monograph of the Trochilidae, or family of humming-birds 5, 1861.

### Descripción original
La especie A. amazilia fue descrita por primera vez por los ornitólogo franceses René Primevère Lesson y Prosper Garnot en 1827 bajo el nombre científico Orthorhynchus amazilia; su localidad tipo es: «vecindad de Lima, i.e. Callao, Perú».
El género Amazilis fue propuesto por el zoólogo británico George Robert Gray en 1855, que originalmente designó como especie tipo a Ornismya amazili Lesson, 1829, en realidad una enmienda sinónimo de Orthorhynchus amazilia, la presente especie.

### Etimología
El nombre genérico femenino «Amazilis» proviene del grupos de colibríes denominados «amazilis» por Lesson; y el nombre de la especie «amazilia» se refiere a Amazili, una heroína inca en la novela de Jean-François Marmontel «Les Incas, ou la destruction de l’Empire du Pérou» de 1777.

### Taxonomía
La presente especie fue tradicionalmente incluida en el género Amazilia, hasta que los estudios filogenéticos de McGuire et al. (2014) encontraron que  Amazilia era polifilético, y que A. amazilia no era pariente próxima de Amazilia «sensu-stricto». En la clasificación propuesta para resolver la polifilia del género, Stiles et al. (2017) propusieron la resurrección del género Amazilis exclusivamente para la presente especie, lo que fue reconocido por el Comité de Clasificación de Sudamérica (SACC) en la Propuesta N.º 781.
Las subespecies son bastante distintivas en lo que se refiere a la coloración, el repertorio de canto y los requisitos de hábitat, y algunas podrían tratarse de especies separadas, como alticola que ya fue tratada como especie plena o la más sureña caeruleigularis con la garganta azul y dorsal más verde.

### Subespecies
Según las clasificaciones del Congreso Ornitológico Internacional (IOC) y Clements Checklist/eBird  se reconocen seis subespecies, con su correspondiente distribución geográfica:
- Grupo politípico dumerilii:
  - Amazilis amazilia dumerilii (Lesson), 1832 – tierras bajas al oeste de los Andes desde el oeste de Ecuador hasta el noroeste de Perú (Tumbes); vertiente oriental en el este de Ecuador (alto valle de Zamora).
  - Amazilis amazilia azuay (Krabbe & Ridgely), 2010 – drenaje del río Jubones en Azuay y adyacente Loja, en el centro sur de Ecuador.
  - Amazilis amazilia alticola (Gould), 1860 – Andes en el sur de Ecuador (El Oro, sur de Loja y la adyacente Zamora Chinchipe).
  - Amazilis amazilia leucophoea (Reichenbach), 1854 – noroeste de Perú (Piura al sur hasta Áncash).

- Grupo monotípico amazilia:
  - Amazilis amazilia amazilia (Lesson & Garnot), 1827 – oeste de Perú (desde Lima hasta Ica).

- Grupo monotípico caeruleigularis:
  - Amazilis amazilia caeruleigularis (Carriker), 1933 – suroeste de Perú (valle de Nazca).